# Benalmádena
Benalmádena este un oraș în Spania.